# Maria Luisa di Borbone-Parma (principessa di Bulgaria)
Maria Luisa di Borbone-Parma (nome completo Maria Luisa Pia Teresa Anna Ferdinanda Francesca Antonietta Margherita Giuseppina Carolina Bianca Lucia Apollonia di Borbone-Parma; Roma, 17 gennaio 1870 – Sofia, 31 gennaio 1899) nata principessa di Parma e Piacenza, sposò Ferdinando I di Bulgaria, principe sovrano di Bulgaria, successivamente nominato zar, divenendo quindi principessa di Bulgaria. Fu madre dello zar Boris III.

## Biografia

### Infanzia
Figlia maggiore del duca Roberto I di Parma e della duchessa Maria Pia di Borbone-Due Sicilie, Maria Luisa fin dalla nascita fu principessa di Parma, anche se il Ducato di Parma era stato annesso al Regno di Sardegna nel 1859 e il padre, che viveva in esilio, godeva del titolo solo nominalmente.
Maria Luisa ebbe undici fratelli minori, prima che la madre morisse di parto nel 1882. In seguito suo padre si risposò con Maria Antonia di Braganza da cui ebbe altri dodici figli. Maria Luisa, che aveva dodici anni all'epoca della morte della madre, venne cresciuta in Svizzera ed a Biarritz, sotto le cure di governanti inglesi. Fluente in cinque lingue, amava dipingere e far musica. Il suo talento nel suonare il piano e la chitarra erano giudicati ben sopra la media. Si dedicava anche alla lettura e conosceva l'opera di Dante e Leopardi, che amava profondamente.

### Matrimonio
La politica europea del XIX secolo imponeva che come principessa Maria Luisa si rendesse utile alla sua famiglia con un buon matrimonio e, in base a questi principi, suo padre negoziò i suoi sponsali con il principe di Bulgaria Ferdinando di Sassonia-Coburgo-Gotha, figlio del principe Augusto di Sassonia-Coburgo-Kohary e della principessa Clementina d'Orléans. Il fidanzamento venne celebrato nel Castello di Schwartzau, la residenza dei Borbone-Parma in Austria, nell'agosto del 1892. Maria Luisa e Ferdinando non si erano mai incontrati prima di quel giorno. La madre dello sposo, presente in quell'occasione, descrisse la futura nuora in una lettera alla Regina Vittoria in questi termini: "Sfortunatamente non molto graziosa, il che è il suo unico difetto, poiché è affascinante, buona, molto spiritosa, intelligente e davvero gradevole". Il loro matrimonio fu celebrato il 20 aprile del 1893 a Villa Pianore presso Lucca. Maria Luisa aveva ventitré anni, nove in meno di Ferdinando. La coppia non perse tempo nel produrre un erede, dato che Boris nacque nove mesi e dieci giorni più tardi.

### Principessa di Bulgaria

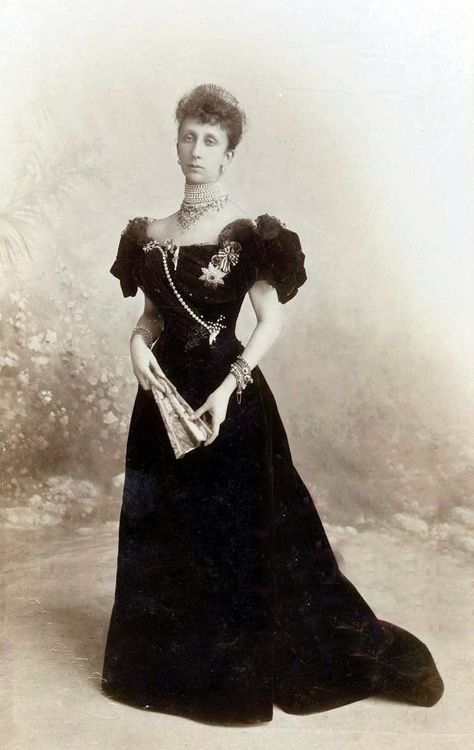
Maria Luisa di Borbone-Parma, Principessa consorte di Bulgaria, fotografata dopo il 1890.

Maria Luisa non era amata dal marito. Ferdinando, uomo narcisista e bisessuale, non la trovava attraente. Comunque, egli s'assicurò di avere figli dalla moglie, per consolidare la propria dinastia sul trono bulgaro.
Sotto la pressante richiesta dei propri sudditi, e mirando ad ottenere il riconoscimento quale sovrano bulgaro da parte dell'Imperatore russo, Ferdinando decise di far convertire il suo primogenito, Boris, all'ortodossia bulgara nell'estate del 1895. Maria Luisa, che era incinta, lottò aspramente contro questa decisione, supportata dai suoceri, ma invano. Comunque il suo secondogenito venne battezzato secondo il rito cattolico. Tuttavia, incapace di evitare la conversione di Boris, Maria Luisa, che minacciava di lasciare il paese, abbandonò lo stesso giorno Sofia per Beaulieu, città del sud della Francia. Nel maggio del 1896 la Principessa tornò in Bulgaria. Nell'estate del 1897, si recò a Londra con il marito, per assistere al Giubileo di Diamanti della regina Vittoria, dando alla luce, il gennaio successivo, la principessa Eudossia.
Nel luglio del 1898, insieme al marito e al figlio Boris, di quattro anni, visitò San Pietroburgo, invitatavi dallo zar Nicola II. Maria Luisa riscosse molto successo nel corso di tale visita.

### Ultimi anni e morte

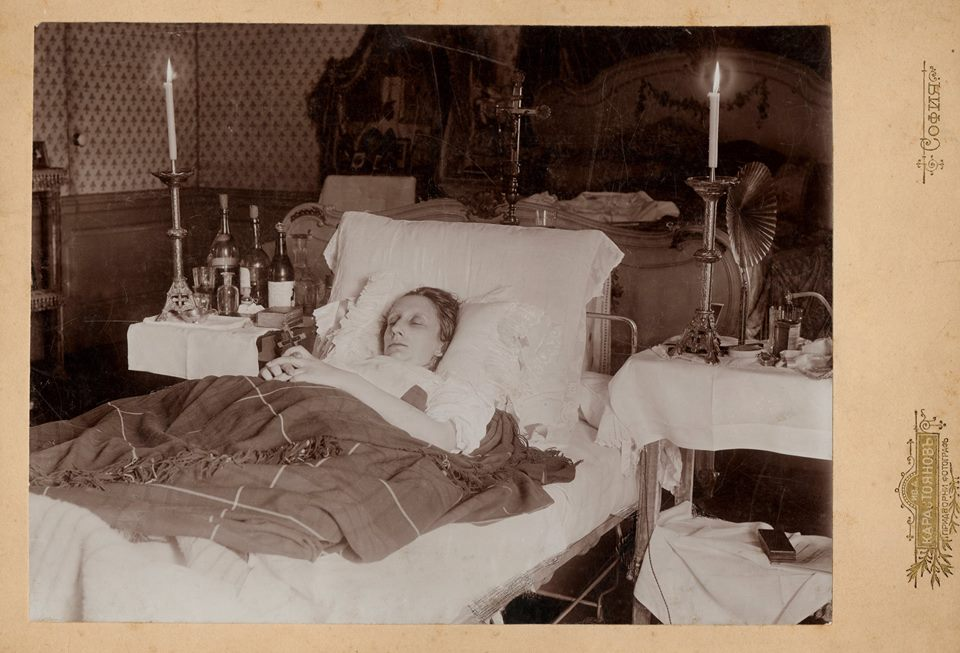
La principessa Maria Luisa sul letto di morte.

La disillusione provata nella sua vita privata, insieme all'aver partorito quattro bambini in cinque anni, indebolirono la sua salute. Colpita da polmonite, Maria Luisa morì nel 1899, a Sofia, ventiquattr'ore dopo aver partorito la sua ultima figlia, all'età di soli ventinove anni.
Maria Luisa, che non aveva abbandonato la fede cattolica, non fu sepolta con rito ortodosso, ma venne inumata nella cattedrale di San Luigi dei Francesi, di religione cattolico-romana, nella città bulgara di Plovdiv.
Il marito in seguito si risposò con la principessa Eleonora di Reuss-Köstritz, destinata a divenire zarina consorte di Bulgaria il 5 ottobre del 1908.

## Figli

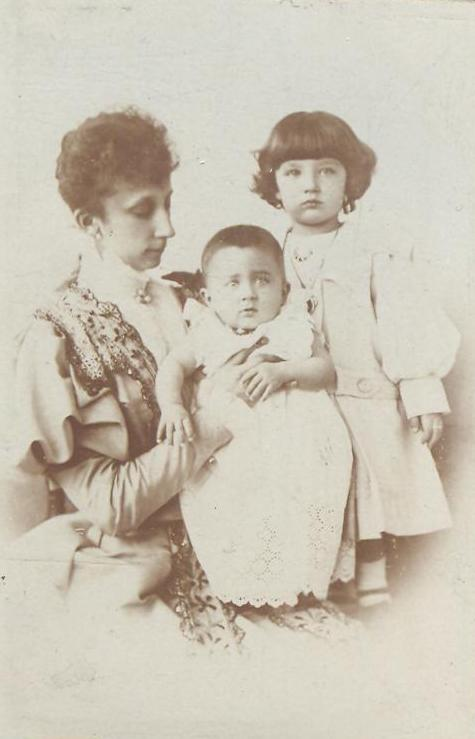
Maria Luisa, fotografata con i figli Boris e Kyril, nel 1897.

Dalla loro unione nacquero quattro figli:
1. Boris Clemente Roberto Maria Pio Luigi Stanislao Saverio, (30 gennaio 1894 - 28 agosto 1943), futuro zar di Bulgaria, sposò Giovanna di Savoia ed ebbe figli;
2. Kyril Enrico Francesco Ludovico Antonio Carlo Filippo, (17 novembre 1895 - 1 febbraio 1945), fu reggente di Bulgaria, non si sposò mai;
3. Evdokia Augusta Filippina Clementina Maria, (5 gennaio 1898 - 4 ottobre 1985), non si sposò mai;
4. Nadežda Clementina Maria Pia Majella, (30 gennaio 1899 - 15 febbraio 1958), futura duchessa del Württemberg, sposò Alberto Eugenio del Württemberg ed ebbe figli.

## Ascendenza
|                                  |                               |                                  | Genitori                              |  |  | Nonni |  |  | Bisnonni                  |  |  | Trisnonni             |  |
|                                  |                               |                                  |                                       |  |  |       |  |  | Carlo Ludovico di Borbone |  |  | Ludovico I di Etruria |  |
|                                  |                               |                                  |                                       |  |  |       |  |  | Carlo Ludovico di Borbone |  |  | Ludovico I di Etruria |  |
|                                  |                               | Maria Luisa di Borbone-Spagna    |                                       |  |  |       |  |  | Carlo Ludovico di Borbone |  |  |                       |  |
| Carlo III di Parma               |                               |                                  |                                       |  |  |       |  |  | Carlo Ludovico di Borbone |  |  |                       |  |
|                                  |                               | Maria Teresa di Savoia           | Vittorio Emanuele I di Savoia         |  |  |       |  |  |                           |  |  |                       |  |
|                                  |                               | Maria Teresa di Savoia           | Vittorio Emanuele I di Savoia         |  |  |       |  |  |                           |  |  |                       |  |
|                                  |                               | Maria Teresa di Savoia           | Maria Teresa d'Austria-Este           |  |  |       |  |  |                           |  |  |                       |  |
| Roberto I di Parma               |                               | Maria Teresa di Savoia           |                                       |  |  |       |  |  |                           |  |  |                       |  |
|                                  |                               | Carlo di Borbone-Francia         | Carlo X di Francia                    |  |  |       |  |  |                           |  |  |                       |  |
|                                  |                               | Carlo di Borbone-Francia         | Carlo X di Francia                    |  |  |       |  |  |                           |  |  |                       |  |
|                                  |                               | Carlo di Borbone-Francia         | Maria Teresa di Savoia                |  |  |       |  |  |                           |  |  |                       |  |
| Luisa Maria di Borbone-Francia   |                               | Carlo di Borbone-Francia         |                                       |  |  |       |  |  |                           |  |  |                       |  |
|                                  |                               | Carolina di Borbone-Due Sicilie  | Francesco I delle Due Sicilie         |  |  |       |  |  |                           |  |  |                       |  |
|                                  |                               | Carolina di Borbone-Due Sicilie  | Francesco I delle Due Sicilie         |  |  |       |  |  |                           |  |  |                       |  |
|                                  |                               | Carolina di Borbone-Due Sicilie  | Maria Clementina d'Asburgo            |  |  |       |  |  |                           |  |  |                       |  |
| Maria Luisa di Borbone-Parma     |                               | Carolina di Borbone-Due Sicilie  |                                       |  |  |       |  |  |                           |  |  |                       |  |
|                                  | Francesco I delle Due Sicilie | Ferdinando I delle Due Sicilie   |                                       |  |  |       |  |  |                           |  |  |                       |  |
|                                  | Francesco I delle Due Sicilie | Ferdinando I delle Due Sicilie   |                                       |  |  |       |  |  |                           |  |  |                       |  |
|                                  | Francesco I delle Due Sicilie | Maria Carolina d'Asburgo-Lorena  |                                       |  |  |       |  |  |                           |  |  |                       |  |
| Ferdinando II di Borbone         | Francesco I delle Due Sicilie |                                  |                                       |  |  |       |  |  |                           |  |  |                       |  |
|                                  |                               | Maria Isabella di Borbone-Spagna | Carlo IV di Spagna                    |  |  |       |  |  |                           |  |  |                       |  |
|                                  |                               | Maria Isabella di Borbone-Spagna | Carlo IV di Spagna                    |  |  |       |  |  |                           |  |  |                       |  |
|                                  |                               | Maria Isabella di Borbone-Spagna | Maria Luisa di Borbone-Parma          |  |  |       |  |  |                           |  |  |                       |  |
| Maria Pia di Borbone-Due Sicilie |                               | Maria Isabella di Borbone-Spagna |                                       |  |  |       |  |  |                           |  |  |                       |  |
|                                  |                               | Carlo d'Asburgo-Teschen          | Leopoldo II d'Asburgo-Lorena          |  |  |       |  |  |                           |  |  |                       |  |
|                                  |                               | Carlo d'Asburgo-Teschen          | Leopoldo II d'Asburgo-Lorena          |  |  |       |  |  |                           |  |  |                       |  |
|                                  |                               | Carlo d'Asburgo-Teschen          | Maria Luisa di Borbone                |  |  |       |  |  |                           |  |  |                       |  |
| Maria Teresa d'Asburgo-Teschen   |                               | Carlo d'Asburgo-Teschen          |                                       |  |  |       |  |  |                           |  |  |                       |  |
|                                  |                               | Enrichetta di Nassau-Weilburg    | Federico Guglielmo di Nassau-Weilburg |  |  |       |  |  |                           |  |  |                       |  |
|                                  |                               | Enrichetta di Nassau-Weilburg    | Federico Guglielmo di Nassau-Weilburg |  |  |       |  |  |                           |  |  |                       |  |
|                                  |                               | Enrichetta di Nassau-Weilburg    | Luisa Isabella di Kirchberg           |  |  |       |  |  |                           |  |  |                       |  |
|                                  |                               | Enrichetta di Nassau-Weilburg    |                                       |  |  |       |  |  |                           |  |  |                       |  |